# Torneio de Roland Garros de 2002
O Torneio de Roland Garros de 2002 foi um torneio de tênis disputado nas quadras de saibro do Stade Roland Garros, em Paris, na França, entre 27 de maio e 9 de junho. Corresponde à 35ª edição da era aberta e à 101ª de todos os tempos.

## Finais

### Profissional
| Categoria | Evento    | Campeã(s)(o/ões)                    | Vice-campeã(s)(o/ões)      | Resultado          | Chave(s)  | Chave(s)       |
| --------- | --------- | ----------------------------------- | -------------------------- | ------------------ | --------- | -------------- |
| Simples   | Masculino | Albert Costa                        | Juan Carlos Ferrero        | 6–1, 6–0, 4–6, 6–3 | principal | qualificatório |
| Simples   | Feminino  | Serena Williams                     | Venus Williams             | 7–5, 6–3           | principal | qualificatório |
| Duplas    | Masculino | Paul Haarhuis Yevgeny Kafelnikov    | Mark Knowles Daniel Nestor | 7–5, 6–4           | principal | principal      |
| Duplas    | Feminino  | Virginia Ruano Pascual Paola Suárez | Lisa Raymond Rennae Stubbs | 6–4, 6–2           | principal | principal      |
| Duplas    | Misto     | Cara Black Wayne Black              | Elena Bovina Mark Knowles  | 6–3, 6–3           | principal | principal      |

### Juvenil
| Categoria | Evento    | Campeã(s)(o/ões)                     | Vice-campeã(s)(o/ões)            | Resultado     | Chave(s)  | Chave(s)       |
| --------- | --------- | ------------------------------------ | -------------------------------- | ------------- | --------- | -------------- |
| Simples   | Masculino | Richard Gasquet                      | Laurent Recouderc                | 6–0, 6–1      | principal | qualificatório |
| Simples   | Feminino  | Angelique Widjaja                    | Ashley Harkleroad                | 3–6, 6–1, 6–4 | principal | qualificatório |
| Duplas    | Masculino | Markus Bayer Philipp Petzschner      | Ryan Henry Todd Reid             | 7–5, 6–4      | principal | principal      |
| Duplas    | Feminino  | Anna-Lena Grönefeld Barbora Strýcová | Hsieh Su-wei Svetlana Kuznetsova | 7–5, 7–5      | principal | principal      |